# Судовці
Судовце (словац. Súdovce) — село в Словаччині, Крупінському окрузі Банскобистрицькому краї. Протікає річка Веперець.
Вперше згадується у 1244 році.

## Населення
| Рік:            | 1993 | 2003    | 2013    | 2023 |
| --------------- | ---- | ------- | ------- | ---- |
| Кількість осіб: | 215  | 208     | 210     | 210  |
| Різниця:        |      | -3,25 % | +0,96 % | +0 % |

| Рік:            | 2022 | 2023    |
| --------------- | ---- | ------- |
| Кількість осіб: | 209  | 210     |
| Різниця:        |      | +0,47 % |

В селі проживає 225 осіб (31.12.2016).
Національний склад населення (за даними останнього перепису населення — 2001 року):
- словаки — 87,68 %
- цигани — 11,85 %
- чехи — 0,47 %

Склад населення за приналежністю до релігії станом на 2001 рік:
- римо-католики — 80,57 %,
- протестанти — 13,27 %,
- не вважають себе віруючими або не належать до жодної вищезгаданої церкви — 5,69 %